# Grenier-Montgon

Grenier-Montgon este o comună în departamentul Haute-Loire, Franța. În 2009 avea o populație de 120 de locuitori.